# Museumsdienst Köln
Der Museumsdienst Köln ist die zentrale städtische Institution für Museumspädagogik, Bildungs- und Vermittlungsarbeit in den Kölner Museen. Er wurde am 1. April 1965 gegründet und war damit die zweite Einrichtung ihrer Art in der damaligen Bundesrepublik.
Der Museumsdienst ist Herausgeber einer Reihe von Ausstellungs- und Museumspublikationen und verantwortet mit über 20 festangestellten und über 140 freiberuflichen Kräften jährlich bis zu 8000 Veranstaltungen für bis zu 150.000 Gäste. Darüber hinaus ist er für die übergreifende Außenkommunikation der Museen verantwortlich und realisiert Werbe- und Marketingmaßnahmen.

## Geschichte
Obwohl Anfänge der Kölner Museumspädagogik ans Ende des 19. Jahrhunderts datieren, als Carl Aldenhoven im Wallraf-Richartz-Museum Führungen und Vorträge für Lehrer und Arbeiter anbot, spielte sie in der Nachkriegszeit zunächst eine untergeordnete Rolle gegenüber Museumsneubauten und Sammlungswiederherstellung. Erst als die allgemeinen Debatten zur Bildungsreform in den 1960er Jahren auch die Museen mit einbezogen, kam der Bildungs- und Vermittlungsauftrag der Museen wieder stärker in den Fokus. Vorbild waren sowohl museumspädagogische Impulse aus den USA und Westeuropa, als auch frühere Konzepte aus Deutschland, etwa des Hamburger Kunsthistorikers Alfred Lichtwark. In Köln erschien unter dem Generaldirektor der Museen Gert von der Osten seit 1961 die Schriftenreihe Museen in Köln. Bulletin, die der Öffentlichkeitsarbeit der Museen dienen sollte. Von der Osten initiierte auch 1965 die erste einer Reihe von speziell auf Kinder und Jugendliche ausgerichteten Ausstellungen.
Diese Aktivitäten mündeten am 1. April 1965 in die Gründung des „Außenreferats der Museen“. Maßgeblich mit vorangetrieben wurde diese Initiative durch den damaligen Kölner Kulturdezernenten Kurt Hackenberg. Erster Leiter (1965–1978) des Museumsdienstes wurde der Kunsthistoriker Günther Ott.
In den Folgejahren entwickelte Ott zahlreiche Vermittlungsangebote für Schulklassen und Gruppen, darunter die „Kunst- und Museumstage“ für ganze Schulen sowie Lehrerfortbildungen.
Nachfolger von Ott wurde 1978 der Kunsthistoriker Jürgen Rohmeder (1978–1982). In seine Amtszeit fiel die Gründung des Fördervereins Museumspädagogische Gesellschaft e.V., der nicht nur – abseits der einzelnen Fördervereine der Museen – die Arbeit des Museumsdienstes durch Spenden unterstützt, sondern auch eigene Veranstaltungen konzipiert und anbietet. Rohmeder baute darüber hinaus den fachlichen Mitarbeiterstab aus.
Eine Stagnation in der konzeptionellen Weiterentwicklung zeichnete sich in den 1980er Jahren ab. Nach Stellenstreichungen und öffentlicher Diskussion entwickelte der Generaldirektor der Museen, Hugo Borger gemeinsam mit dem Kulturdezernat eine Neukonzeption, die den Fokus neben der didaktischen Vermittlung auf die verstärkte Medienarbeit sowie mehr Verantwortung für die Öffentlichkeitsarbeit legte. Organisatorisch wurden in der Folge einzelne Museumspädagogen direkt einzelnen Museen zugeordnet und arbeiteten enger in deren Teams. In der Umbenennung in „Museumsdienst“ im Jahr 1986 sollte der Dienstleistungsauftrag für die Museen stärker betont werden. Von 1985 bis 2006 war der Archäologe Peter Noelke Leiter des Museumsdienstes; sein Nachfolger wurde am 1. April 2007 der Kunsthistoriker Matthias Hamann, der zum 16. Oktober 2023 in der Nachfolge von Mario Kramp die Direktion des
Kölnischen Stadtmuseums übernommen hat. Zum 1. April 2024 hat die Kunsthistorikerin und Journalistin Barbara Foerster, Leiterin des Kulturamtes der Stadt Köln, die Leitung des Museumsdienstes übernommen.
Der Museumsdienst ist seit 2024 neues korporatives Mitglied der Kulturpolitischen Gesellschaft.

## Zielgruppen und Arbeitsweisen
Die Kölner Museumspädagogik wandte sich von Beginn an sowohl auf Kinder und Jugendliche, als auch an andere Zielgruppen – etwa Senioren oder Menschen mit Behinderung. In den ersten Jahren lag der Schwerpunkt auf direkter Vermittlungsarbeit durch Führungen sowie der Herausgabe der Schrift Unterricht im Museum. Ab 1969 wurde das Angebot durch praktisch-kreative Angebote vor allem für Kinder erweitert. Aktionen wie „Kinder malen in der Kunsthalle“, Ferienkurse oder auch spezielle Kurse für Schulen und Kindergärten gehörten dazu. Hieraus entwickelten sich ab 1978 wiederum praktische Angebote auch für Jugendliche und Erwachsene. Der daraus erwachsene Raumbedarf in den Museen konnte erst nach und nach gedeckt werden.
Nach der Umstrukturierung in den 1980er Jahren wurde die Zusammenarbeit mit den Schulen durch die „Museumsschulen“ vertieft, bei der Lehrer tageweise Fachunterricht in einzelnen Museen geben.
Seit 1993 gibt es die so genannten „Anfass-Sammlungen“, eine Zusammenstellung von Exponaten, um auch das haptisch-interaktive Erlebnis für Besucher zu verbessern.

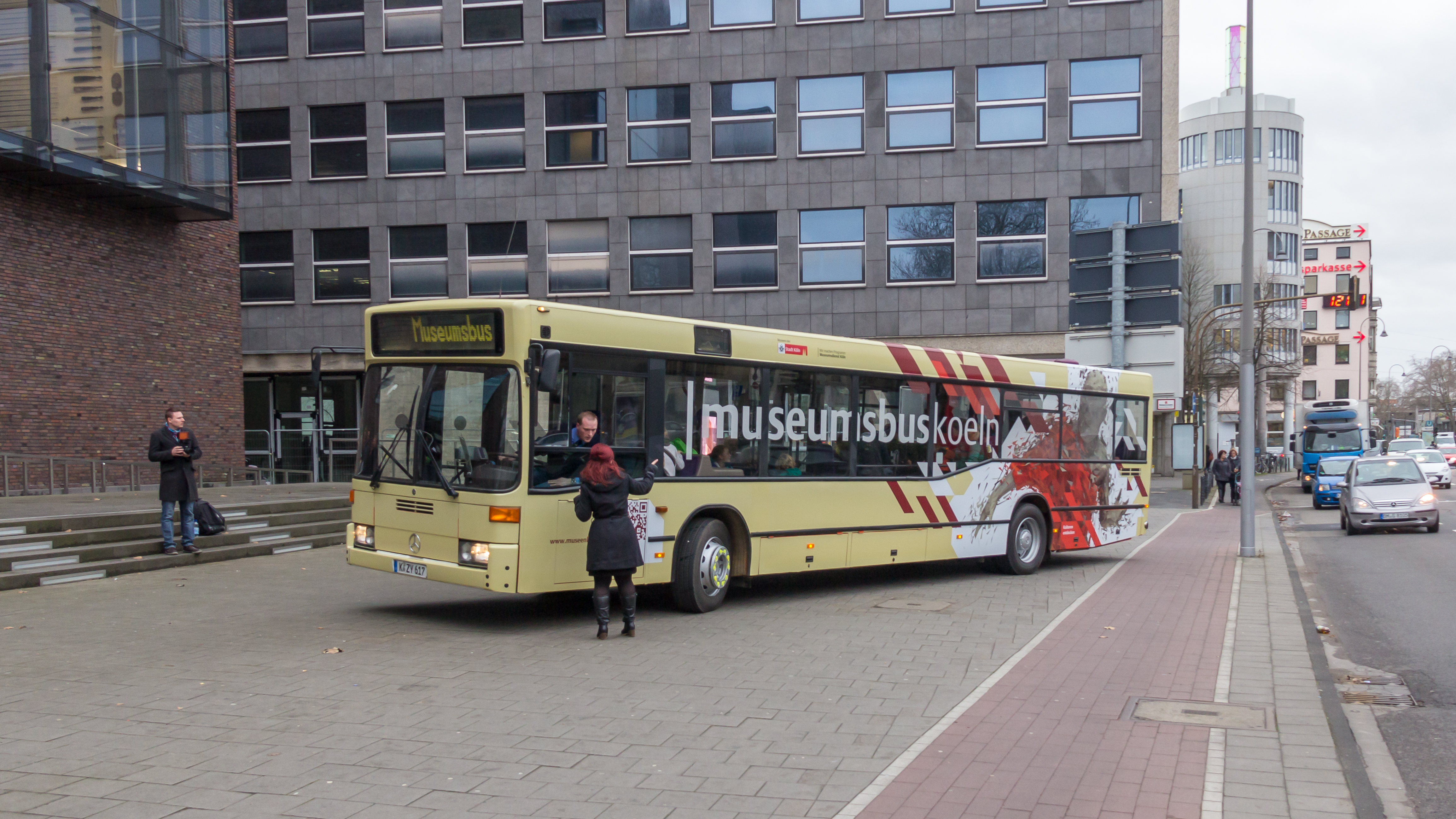
„Jungfernfahrt“ des Museumsbusses im Januar 2015

2015, im 50. Jahr seines Bestehens, präsentierte der Museumsdienst den „Museumsbus“. Er bringt im Wechsel jeweils zwei Wochen hintereinander Schulklassen aus dem Rhein-Sieg-Kreis, dem Rhein-Erft-Kreis, dem Kreis Euskirchen, dem Rheinisch-Bergischen und dem Oberbergischen Kreis zu allen städtischen Museen und dem Käthe Kollwitz Museum Köln.

## Veröffentlichungen
Nach der Institutionalisierung der Museumspädagogik 1965 veröffentlichte das Außenreferat 1970 die Schrift Unterricht im Museum. Sie bereitete erstmals das Wissen zu Museumsexponaten nach Schulformen, Jahrgangsstufen und Unterrichtsfächern aufgeschlüsselt auf. Die Publikation wurde vier Jahre später erweitert und neu aufgelegt und fand auch sprachübergreifend Resonanz in der Museumswelt.
Einige der bundesweit ersten Museumskataloge speziell für Kinder wurden von Renate Friedländer für den Museumsdienst ab 1974 entwickelt. Hinzu kamen zahlreiche Arbeitsmaterialien für Schulen und Pädagogen sowie Kurzführer für Erwachsene.
Die Schriftenreihe Kölner Museums-Bulletin, mit dem der Museumsdienst regelmäßig Berichte, Forschungen und Aktuelles aus den Museen der Stadt Köln publizierte, erschien von 1987 bis Frühjahr 2010, als es aus finanziellen Gründen eingestellt wurde.